# Tskaltoebo (stad)
Tskaltoebo (Georgisch: წყალტუბო) is een stad in het westen van Georgië met 7.378 inwoners (2024), gelegen in de regio (mchare) Imereti. Het is het bestuurlijk centrum van de gelijknamige gemeente. Tskaltoebo stond in de Sovjet-Unie bekend als kuuroord. Er staan in de stad verschillende monumentale kuuroorden uit deze periode, die niet meer in gebruik zijn. Een aantal sanatoria werd in 1992 beschikbaar gesteld aan vluchtelingen uit Abchazië en Zuid-Ossetië. Tskaltoebo is gesitueerd op ongeveer 120 meter boven zeeniveau in het Noordelijke Colchis Heuvelland en ligt 14 kilometer ten noordwesten van regiohoofdstad Koetaisi en 240 kilometer ten westen van hoofdstad Tbilisi.

## Geschiedenis
Tskaltoebo bestaat minimaal sinds de 7e eeuw en in de 12e-13e eeuw stond de plaats bekend als geneeskrachtige plek. In de daaropvolgende eeuwen kende Tskaltoebo een bestaan van periodieke opleving, afhankelijk van de politieke of economische situatie van het land. In 1782 verschenen de eerste internationale publicaties over het geneeskrachtige water van Tskaltoebo, uitgebracht door de Berlijnse vereniging van vrienden van natuurwetenschappen. Ondanks verschillende Europese publicaties over het heilzame water in Tskaltoebo en de Russische overheersing in de 19e eeuw, duurde het tot de 20e eeuw eer dit tot ontwikkeling van Tskaltoebo tot kuuroord leidt.

### Ontwikkeling tot kuuroord

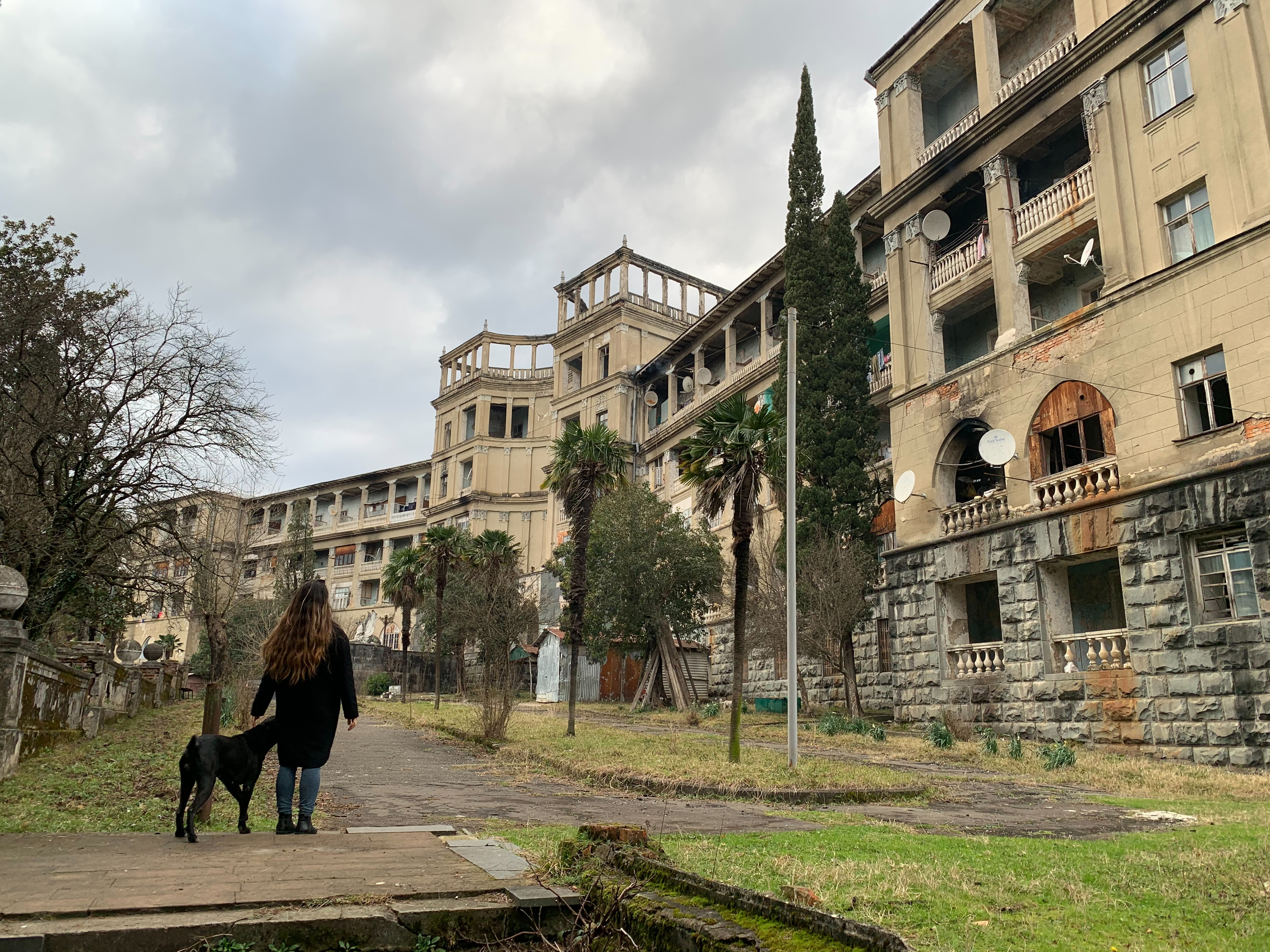
Sanatorium Tbilisi (1950-51)

In 1920 werd het territorium van Tskaltoebo genationaliseerd en kreeg het de functie van balneologisch kuuroord. In 1926 bestond de Tskaltoebo-gemeenschap uit twee dorpen, met een bevolking van 7.528 mensen en een oppervlakte van 104,3 km2. Onder het Sovjetbewind werd de grootschalige ontwikkeling van Tskaltoebo ingezet. In de jaren 1930 werd het eerste ontwerpplan voor het kuuroord onder architectuur van Nikolai Severov opgesteld. In 1934 kreeg Tskaltoebo een spoorweg vanaf Koetaisi en reden er op een bepaald moment rechtstreekse treinen uit Moskou naar het kuuroord.

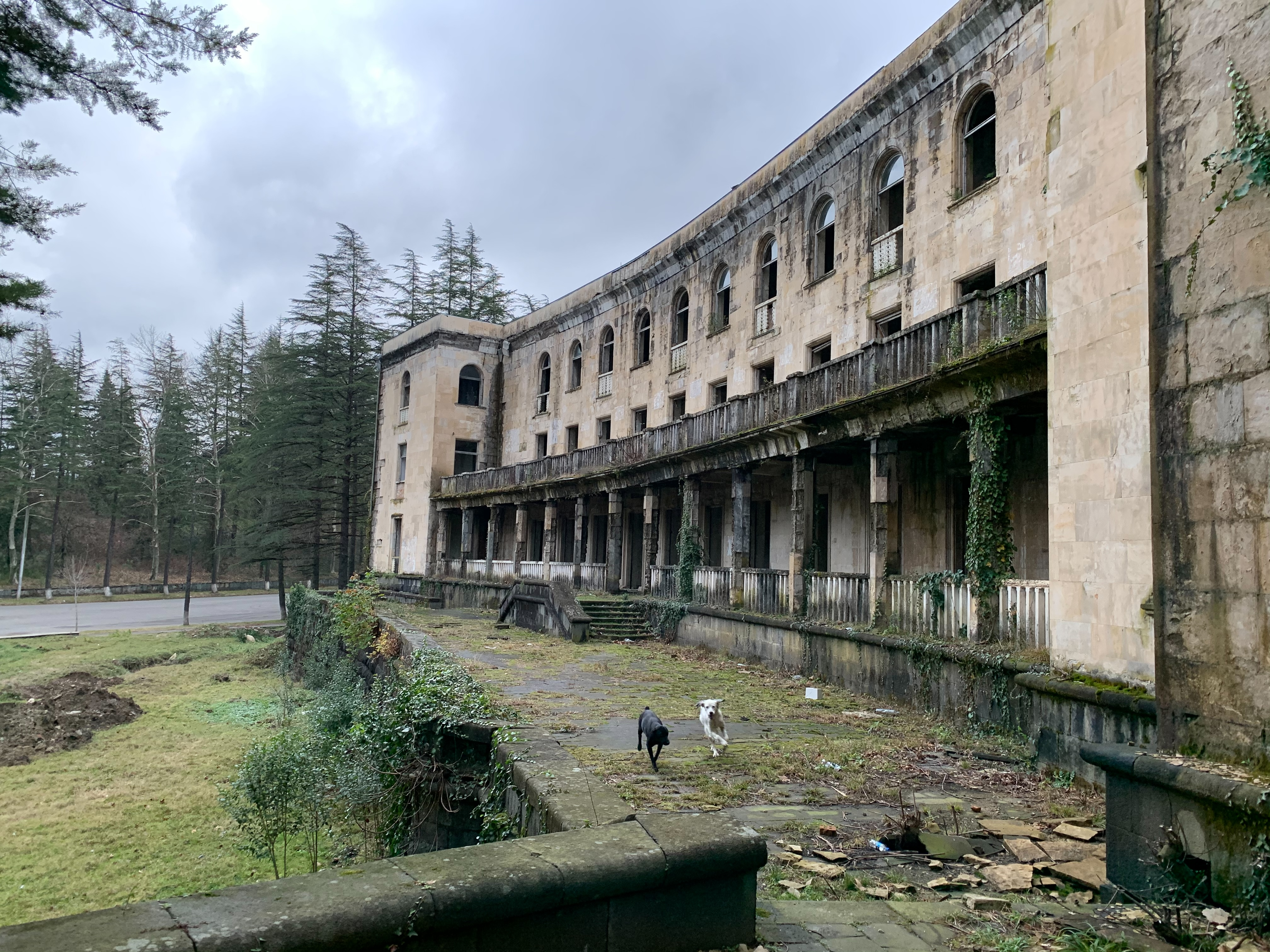
Voormalig hotel Savane

In 1952 herzagen de architecten Ioseb Zaalishvili en Valerian Kedia van het Wetenschappelijk Onderzoeksinstituut voor Spabehandeling en Fysiotherapie van Georgië het ontwerp van het algemene plan van Tskaltoebo. Ingegeven door de aard van de locatie kwamen zij uit op een ringvormig bouwplan. Volgens het plan was Tskaltoebo ingedeeld in aparte balneologische, sanatorium- en woonzones. Badhuizen bevonden zich in het dal, in het Mineraalwaterpark. Dit park kreeg 150 loof- en naaldbomen. Het heuvelachtige terrein werd gebruikt voor de bouw van sanatoria en het zuidoostelijke deel van Tskaltoebo werd toegewezen aan woonwijken. Door de planmatige schikking van de sanatoria op de hellingen, als een amfitheater, zijn vanuit elk sanatorium de andere sanatoria te zien. In totaal kwamen er 22 sanatoria en negen badhuizen.
In 1953 kreeg Tskaltoebo stadsrechten. Het unieke aan Tskaltoebo is dat het ontworpen is volgens een wetenschappelijk onderbouwd plan. Met 5.800 bedden was Tskaltoebo eind jaren 1980 een van de meest populaire toeristische bestemmingen in de Sovjet-Unie. De stad kreeg in volle bezetting 160.000 bezoekers per jaar. In De Sovjet-periode zijn tientallen gebouwen in de stad verrezen die een kuuroord-functie hadden.

### Bron nr.6
Het bekendste badhuis in Tskaltoebo is Bron nr.6, een badhuis in het centrale Mineraalwaterpark dat gebouwd werd voor Jozef Stalin met een privé badkamer voor de Sovjetleider. Stalin zou hier uiteindelijk maar een paar dagen hebben doorgebracht, maar zijn bezoek leidde wel tot de bouw van meer sanatoria. In 1953 werd in Tskaltoebo een datsja voor Stalin gebouwd die nog steeds boven de stad staat. Bron nr.6 was eigendom van het Sovjetministerie van Defensie en ontving 1.300 bezoekers per dag. Het werd in 2014 geprivatiseerd om volledig gerestaureerd te worden.
Andere sanatoria zijn ook verkocht door de staat met grootse plannen voor herontwikkeling, maar deze zijn niet van de grond gekomen.

### Vluchtelingen

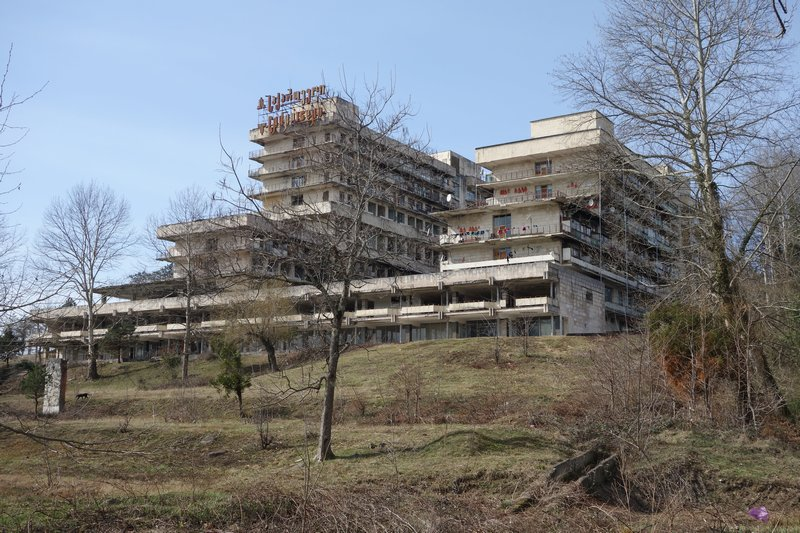
Voormalig hotel Sakartvelo bewoond door Georgische vluchtelingen

Door de burgeroorlogen in Abchazië en Zuid-Ossetië in 1991-1993 ontvluchtten veel etnisch Georgiërs naar centraal-Georgië. Deze interne vluchtelingen werden op verschillende plekken in het land opgevangen in leegstaande gebouwen, waaronder in de kuuroorden van Tskaltoebo die door het uiteenvallen van de Sovjet-Unie buiten gebruik waren geraakt. In 2014 woonden nog 5.000 van deze vluchtelingen in Tskaltoebo,bijna de helft van de bevolking. In de stad zijn sindsdien elf gebouwen gebouwd voor de permanente huisvesting van de vluchtelingen. De statige kuuroorden van weleer zijn geheel vervallen geraakt. 

## Geografie en klimaat
Tskaltoebo ligt op de rand van het Colchis-laagland in de vallei van de rivier Tskaltoebo, een rechterzijrivier van de Rioni. De uitlopers van de Samgaroeli-heuvels liggen ten noorden van Tskaltoebo. Deze zijn onderdeel van het Okriba-heuvelland, of ook wel het Noordelijke Imereti-heuvelland. Het gebied is rijk aan kalksteen. Rondom de stad liggen theeplantages.
Het klimaat is er subtropisch nat. De zomers zijn warm en zonnig met een gemiddelde temperatuur van 24 °C in augustus. De winters zijn erg zacht en sneeuwloos met een gemiddelde temperatuur van 5°C in januari. De herfst is er lang, warm en zonnig. De totale jaarlijkse neerslag is 1700 millimeter en het aantal zonne-uren is 2000 per jaar.

### Balneologie
De voornaamste natuurlijke genezende factor in Tskaltoebo is het thermische mineraalwater met een temperatuur tot 35 ° C. Het water is licht radioactief en heeft concentraties van radon, stikstofsulfaat, koolwaterstofchloride, calcium-natrium en magnesium. Het water wordt gebruikt om in te baden en zwemmen in zwembaden, maar ook voor inhalatie en spoeling bij ziekten in de bloedsomloop, beweging en ondersteuning, zenuwstelsel en gynaecologische ziekten. De bronnen werken tegen reuma en andere gewrichtsaandoeningen.

## Demografie
Begin 2024 had Tskaltoebo 7.378 inwoners, een daling van 34% sinds de volkstelling van 2014. De bevolking van Tskaltoebo bestond in 2014 vrijwel geheel uit Georgiërs (98,8%). De grootste etnische minderheid zijn Russen, gevolgd door enkele tientallen Oekraïners en Armeniërs.
| Aantal                                                           | 2.207 | 3.409 | 11.575 | 16.572 | 17.658 | 21.280 | 16.841 | 11.281 | 9.313 | 7.378 |
| Verantwoording data: Bevolkingsstatistiek Georgië 1897 tot heden |       |       |        |        |        |        |        |        |       |       |

## Vervoer

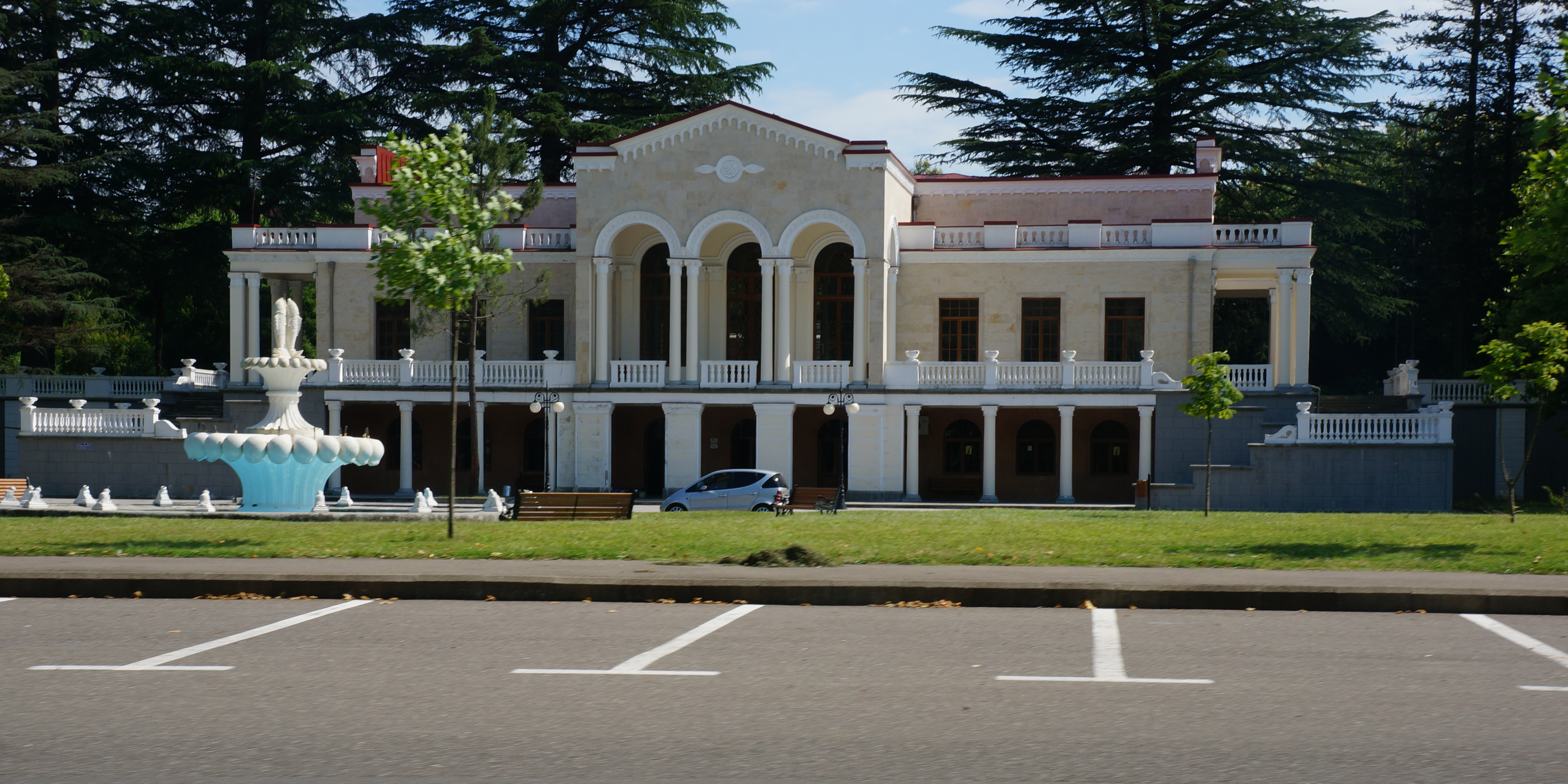
Station van Tskaltoebo

Als gemeentelijk centrum dichtbij regio hoofdstad Koetaisi is de stad goed verbonden met regionale infrastructuur. De belangrijkste weg is de nationale route Sh15, de hoofdweg naar Koetaisi enerzijds en naar de regio Ratsja-Letsjchoemi en Kvemo Svaneti anderzijds. Verder is de stad verbinden met Choni via de  Sh52. Sinds de jaren 1930 is Tskaltoebo per spoor verbonden Koetaisi maar sinds 2020 rijden er geen treinen meer.

## Stedenbanden
Tskaltoebo onderhoudt stedenbanden met:
- Kirjat Jam, Israël (sinds 2016)
- Polatsk, Wit-Rusland (sinds 2015)
- Saldus, Letland (sinds 2016)
- Szentgotthárd, Hongarije (sinds 2018)
- Troeskavets, Oblast Lviv, Oekraïne (sinds 2001)
- Kirovsk, Oblast Loehansk, Oekraïne (sinds 2005)

## Sport
De lokale voetbalclub Samgoerali Tskaltoebo werd oorspronkelijk in 1945 opgericht en gebruikt het 26 Mei Stadion als thuisbasis. Door financiële problemen werd de club in 2004 opgeheven om in 2009 opnieuw van start te gaan. Sindsdien speelde de club in de Liga 3, maar voornamelijk in de Erovnuli Liga 2. Na seizoen 2020 promoveerde de club naar het hoogste niveau, Erovnuli Liga.